# Młynkowo (powiat szamotulski)
Młynkowo – wieś w Polsce położona w województwie wielkopolskim, w powiecie szamotulskim, w gminie Duszniki. Przez wieś przepływa Mogilnica.

## Historia
Miejscowość pierwotnie była związana z Wielkopolską. Istnieje co najmniej od pierwszej połowy XV wieku i ma średniowieczną metrykę. Pierwszy zachowany zapis pochodzi z łacińskiego dokumentu z 1415 gdzie odnotowano ją jako „Mlinkowo”, 1564 „Mlinkouo, Mlynkovo”.
Tereny, na których powstała miejscowość były jednak zasiedlone znacznie wcześniej. Około jednego kilometra na północ od wsi, 100 metrów na wschód od brzegu rzeki Mogilnicy, archeolodzy odnaleźli wczesnośredniowieczne, czworoboczne grodzisko stożkowate datowane na VI-X wiek oraz pozostałości osady przygrodowej.
Początkowo wieś była własnością kościelną należącą do biskupów poznańskich leżącą w kluczu bukowskim. W 1510 miejscowość leżała w powiecie poznańskim województwa poznańskiego w Koronie Królestwa Polskiego i należała do parafii Wilczyna.
Pierwszy zapis pochodzi ze źródeł kościelnych. W 1415 miała miejsce zapowiedź lasów, gajów, zarośli, borów leżących pomiędzy dobrami biskupimi Duszniki, Podrzewie, Wilczyna, Koszanowo, Sękowo oraz Młynkowo.
W 1423, według zachowanej kopii z lat 1488-1492, oraz w 1510 we wsi pobierano dziesięcinę snopowa z ról kmiecych oraz sołtysa, która płacona była dla kanclerza kapituły katedry poznańskiej. W 1510 wieś całkowicie opustoszała wskutek założenia stawu (łac. „in toto desertata per stagnum ibidem), a role we wsi uprawiali dla biskupa poznańskiego najemni robotnicy zwani ratajami. Zanim wieś jednak opustoszała sołtys uprawiał w niej dwa łany i dawał z nich dziesięcinę plebanowi. Z kolejnych 6 łanów opuszczonych dawano mu opłatę zwaną „meszne”. W roku tym jednak we wsi mieszkał już tylko najemny robotnik zwany ratajem oraz jeden zagrodnik, a pleban nic ze wsi nie pobierał.
W 1564 w Młynkowie nie było kmieci. Był natomiast folwark rozległy na 12 łanów, gdzie wysiewano na jesień około 9 małdratów, a na wiosnę około 7 małdratów.  Odnotowano, że we wsi były dobre łąki, z których zbierano 12 stogów siana. W miejscowości były także wielkie ogrody „dla pożytków” oraz kolejny niewielki ogród. W miejscowości mieszkało 4 zagrodników, którzy nic nie płacili, ani nie dawali w naturze, lecz zobowiązani byli do prac przy omłotach. Przy Wilczynie odnotowano także łąkę zwaną „Dębowiec”, z której zbierano 6 stogów siana i zwożono je do Młynkowa. Okolicznych lasów w Podrzewiu pilnowali sołtysi oraz rządcy (łac. „factores”) z Dusznik i Młynkowa. W 1564 koło wsi wspomniano las oraz pusty staw, do którego płynęła woda z jeziorka w Wilczynie oraz opuszczony wówczas młyn zbożowy po którym pozostał kamień. 
Wskutek II rozbioru Polski w 1793, miejscowość przeszła pod władanie Prus i jak cała Wielkopolska znalazła się w zaborze pruskim. Pod koniec XIX wieku Młynkowo liczyło 16 domostw i 124 mieszkańców, z czego 56 było ewangelikami, 61 katolikami a 7 żydami. 
W latach 1975–1998 miejscowość należała administracyjnie do województwa poznańskiego. W 2011 roku w Młynkowie mieszkały 174 osoby.

## Atrakcje turystyczne
W pobliżu Młynkowa leżą rezerwaty przyrody:
- Brzęki przy Starej Gajówce
- Bytyńskie Brzęki
- Duszniczki

Przez wieś przebiega łączący je znakowany zielony szlak pieszy z Bytynia do Dusznik.